# Fiskene
Fiskene (Pisces) er et stjernebillede på den nordlige himmelkugle.